# Ребіндер Микола Романович
Нікола́й Рома́нович Ребі́ндер (8 травня 1813 — 14 вересня 1865) — таємний радник, сенатор (1861—1865) з роду Ребіндерів. Зять князя С. П. Трубецького.

## Біографія
Син полковника Романа Івановича Ребіндера від шлюбу з Дариною Мартинівною Буцьковською. Після закінчення курсу наук у благородному пансіоні при Санкт-Петербурзькому університеті, у вересні 1830 року вступив до Департаменту Зовнішньої Торгівлі, з 27 жовтня 1833 по 20 лютого 1835 року був чиновником особливих доручень при начальнику Гродненської митної округи. З 26 травня 1837 року вступив на службу столоначальником до Департаменту Міністерства Юстиції. 
11 травня 1842 року був зачислений до Міністерства Внутрішніх справ на посаду віце-директора Департаменту духовних справ іноземних віросповідань (затверджений 6 грудня 1842 року). 25 вересня 1850 року Ребіндер був назначений дійсним статським радником, а наступного, 1851 року, 8 червня призначений градоначальником міста Кяхта. На цій посаді залишався до 12 квітня 1856 року, коли був призначений виконуючим обов'язки попечителя Київського учбового округу. 
Під час свого перебування в Сибіру він мав можливість познайомитися з багатьма декабристами і навіть одружився з дочкою одного з них; був у близьких стосунках з братами Бестужевими, яких постійно відвідував, будучи проїздом в Іркутську. У серпні 1853 року зустрічався з ургінским амбанем Бейсе, — подія важлива тим, що подібна зустріч відбулася вперше після 200 років відносин росіян з китайцями. У розмові з амбанем він, між іншим, говорив щодо спільного захисту гирла Амура від заняття його англійцями або Америкою. Нарешті, коли, у листопаді того ж року, був утворений Сибірський комітет для забезпечення російської торгівлі з Китаєм, то генерал-губернатор Н. М. Муравйов-Амурський призначив Ребіндера своїм представником на ньому. Результатом було те, що, хоча й з обмеженнями, та все ж таки комітет вирішивив питання про торгівлю з Китаєм у напрямку більшої свободи її на Кяхті, як це представив Ребіндер від імені Муравйова. 
На посаді попечителя Київського навчального округу Ребіндер був до 18 червня 1858 року, коли був переведений на ту ж посаду до Одеської учбової округи. 28 лютого 1859 був призначений директором Департаменту Міністерства народної освіти і членом Головного правління училищ, а 12 квітня отримав чин таємного радника. 4 серпня 1861 року Ребіндеру було наказано бути присутнім в Урядовому сенаті  8-го Департаменту. 
Раптово помер, перебуваючи на службі 14 вересня 1865 року в Москві. Похований у Новодівичому монастирі неподалік від тестя. Ім'я Ребіндера часто зустрічається в щоденнику Олександра Васильовича Нікітенко, який пише про нього, як про людину благородну, розумну, але дратівливу, і що перед смертю він зовсім розорився необдуманими спекуляціями. «Охоплений честолюбством, він вирішив, що неодмінно повинен бути міністром, і вірив, що провидіння призначило йому грати важливу політичну роль. У той же час він хотів одружитися, та дві наречені йому відмовили».

## Шлюб та діти

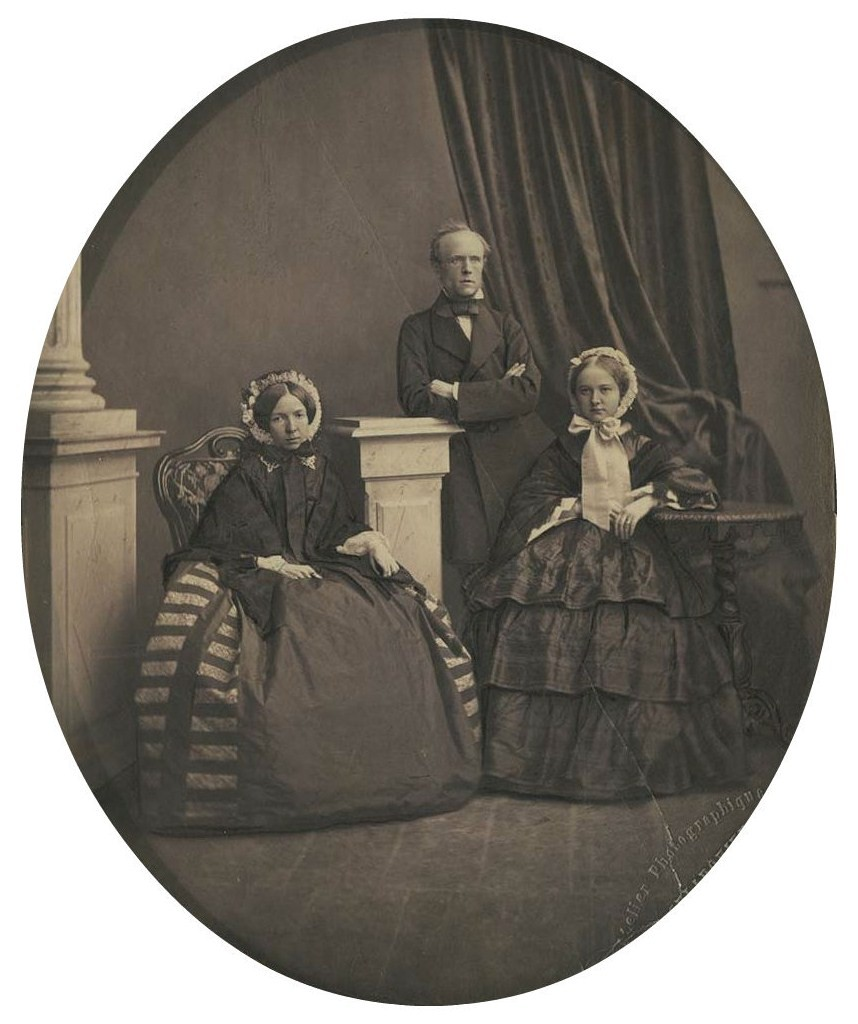
Н. Р. Ребіндер з дружиною Олександрою (сидить зліва) та донькою Надією

Другою дружиною Миколи Романовича у 1852 році стала княгиня Олександра Сергіївна Трубецька (2.2.1830—30.7.1860), яка народилася у Читі та була дочкою декабриста князя С. П. Трубецького та Катерини Іванівни, до шлюбу графині Лаваль. При першому сватанні Ребіндеру відмовили: він був удвічи старший за наречену і мав 12-річну дочку Надію (1840—10.1865). Другу його пропозицію зустріли більш прихильно. Трубецкой сообщал её крёстному отцу М. А. Фонвизину 17 апреля 1852 года:
|  | Как скоро она дала слово, то нужно было поспешить с бракосочетанием, потому что Николаю Романовичу Ребиндеру необходимо было возвратиться к месту своего управления по льду, покрывающему Байкал, иначе должно бы было свадьбу отложить до лета, чего ни жених, ни невеста не хотели. 13-го, в воскресенье после обедни они были обвенчаны и сейчас отобедали и уехали |

Не відзначаючись з дитинства міцним здоров'ям, Олександра Сергіївна довго і важко хворіла, та, не маючи коштів, Ребіндери були змушені закласти столове срібло і взяли позику, щоб відправити її на лікування за кордон. Проте воно не дало бажаного ефекту, і 30 червня 1860 року Олександра померла від сухот у Дрездені, 9 серпня тіло було доставлено у Петербург пароплавом і поховано на кладовищі Новодівичого монастиря. Діти: 
- Сергій (1853 — 09.08.1882), колезький реєстратор, помер у Швейцарії від сухот;
- Микола (1854—1874);
- Катерина (1857—1920) — неодружена, виховувалася в родині тітки, З. С. Свербеєвої.